# Lockheed X-7
Lockheed X-7 ("Flying Stove Pipe") là một mẫu máy bay thử nghiệm không người lái trong thập niên 1950, X-7 được sử dụng để thử nghiệm động cơ ramjet và công nghệ dẫn đường tên lửa.

## Tính năng kỹ chiến thuật (X-7A-1)
Đặc điểm tổng quát
- Tổ lái: 0
- Chiều dài: 32 ft 9 in (9,98 m)
- Sải cánh: 12 ft (3,66 m)
- Chiều cao: 7 ft (2,1 m)
- Trọng lượng có tải: 8.000 lb (3.600 kg)
- Động cơ:
  - 1 × Alleghany Ballistics Laboratories X202-C3 kiểu rocket nhiên liệu rắn, 105.000 lbf (467 kN)
  - 1 × ,  ()

 Hiệu suất bay 
- Vận tốc cực đại: Mach 4,31 (2.881 mph, 4.640 km/h)
- Trần bay: 106.000 ft (32.317 m)